# Scotophilus ejetai
Scotophilus ejetai (Brooks & Bickham, 2014) è un pipistrello della famiglia dei Vespertilionidi endemico dell'Etiopia.

## Descrizione

### Dimensioni
Pipistrello di piccole dimensioni, con la lunghezza della testa e del corpo tra 72,6 e 77,1 mm, la lunghezza dell'avambraccio tra 50,2 e 50,4 mm, la lunghezza della coda tra 40,4 e 45,1 mm, la lunghezza del piede tra 9,3 e 12,1 mm, la lunghezza delle orecchie tra 10,2 e 11,7 mm.

### Aspetto
La pelliccia è corta e si estende ventralmente fino agli avambracci. Le parti dorsali sono bruno-rossastre scure, mentre le parti ventrali sono arancioni con dei riflessi grigiastri sull'addome. Il muso è corto e largo, dovuto alla presenza di due masse ghiandolari sui lati. Le orecchie sono corte, triangolari, con l'estremità arrotondata e ben separate tra loro. Il trago è lungo, sottile e con l'estremità arrotondata e piegata in avanti. La coda è lunga ed è completamente inclusa nell'ampio uropatagio.

## Biologia

### Alimentazione
Si nutre di insetti.

## Distribuzione e habitat
Questa specie è diffusa nell'Etiopia occidentale.

## Tassonomia
Gli individui di questa forma erano stati identificati inizialmente come S.nigrita.

## Conservazione
Questa specie, essendo stata scoperta solo recentemente, non è stata sottoposta ancora a nessun criterio di conservazione.